# Flares
Flares è il primo album in studio del gruppo italiano port-royal, pubblicato nel 2005 dalla casa discografica Resonant Recordings. A marzo 2020, in occasione del quindicesimo anniversario della prima uscita, l'album è stato ristampato in vinile (edizione rimasterizzata) dall'etichetta americana n5MD.

## Lista tracce
1. Jeka - 3:57
2. Spetsnaz/Paul Leni - 11:00
3. Zobione Part 1 - 06:48
4. Zobione Part 2 - 08:11
5. Zobione Part 3 - 05:07
6. Karola Bloch - 12:34
7. Flares Part 1 - 08:41
8. Flares Part 2 - 09:08
9. Flares Part 3 - 05:54
10. Stimmung - 06:08

## Formazione
- Attilio Bruzzone - chitarra, tastiere, basso, programming
- Ettore Di Roberto - pianoforte, tastiere, programming
- Emilio Pozzolini - campionatore, programming
- Michele Di Roberto - batteria
- Giulio Corona - programming